# دواعم الأسنان

الأنسجة حول السنية تتجمع لتكوين مجموعة أنسجة نشطة وفعالة. العظم اللثي(C) محاط في معظم اجزائه بالأنسجة الضامة التحت الظاهرية للثة، والتي بدورها تتحول إلى لثة ظاهرة ذات خصائص مختلفة. الملاط يغطي جذر السن المرتبط بسطح قشري مجاور للعظم اللثي من خلال العظم القمي (I)عمودي(J)مائل (K)الياف النسج حول السنية.

دواعم السن أو النسيج حول السني، هو النسيج المتخصص الذي يحيط ويدعم السن ويحافظ عليه في عظام الفك العلوي والفك السفلي، وهو في الأصل مصطلح يوناني من كلمتين، الأولى ((peri وتعني حول أما الثاني (odons) والذي يعني السن، وعند أخذها حرفيا تصبح (ما يحيط السن)، وهنالك تخصص سني يسمى علم أمراض النسج الداعمة الذي يختص بالرعاية والحفاظ على هذه الأنسجة، توفر هذه الأنسجة الدعم المطلوب للحفاظ على وظيفة الأسنان. وتتكون من أربعة مكونات:
- اللثة
- أربطة النسج حول السني (رباط دواعم السن)
- الملاط
- العظم السنخي

كل هذه المكونات فريد في موقعه وفي التركيب البنياني للأنسجة الخاصة به، وفي التركيب الكيميائي والبيو كيميائي، وكل منهم يمتلك وظائف محددة تمكن التكيف خلال حياة البناء الهيكلي، ومثال ذلك عندما تستجيب الاسنان من تأثير القوى أو عندما تتحرك باتجاه الخط الناصف فيقوم العظم بامتصاص الضغط عن الجانب المتأثر ويضاف إلى جانب التوتر.
الملاط يقوم بالتكيف لتغطية سطح الإطباق للأسنان عبر الترسيب الفموي، وأربطة النسج حول السنية تعرف بأنها منطقة شديدة التقلب والتي لا تُثَبت السن في العظم اللثي فحسب، وانما أيضا تستجيب للقوى، وهذا خلاف لما يبدو عليه من حالة السكون وعدم امتلاكه وظائف الا لصالحه وحده، كل هذه المكونات تقوم بوظائفها على أنها وحدة واحدة.

## وظائف أربطة النسج حول السني
1. الدعم، تدعم هذه الأربطة الأسنان داخل التجويف العظمي وتمنع ترخيها.
2. القوة الناتجة عن المضغ، هذه الأربطة تساعد الأسنان على تحمل الضغط الناتج عن المضغ.
3. الإحساس، تحتوي هذه الأربطة على العديد من المستقبلات العصبية التي تستشعر حركة الأسنان، (يساعد هذا في التوجيه الصحيح للفكين خلال الحركة).
4. غذائي، الأوعية الدموية في هذه الأربطة توفر التغذية الضرورية للحفاظ على حيوية هذه الأربطة بالإضافة لحيوية الملاط السني والعظم السنخي.(الخلايا الليفية، الخلايا البانية للعظم، الخلايا البانية للملاط، إضافة للخلايا الكاسرة للعظم والخلايا الضامة يحتاجون للتغذية).

## القوة الخارجية والدعامة
النسيج حول السني موجود لدعم الأسنان خلال القيام بوظيفته وهو يعتمد على ذلك التحفيز الذي يتلقاه من وظيفته وذلك للحفاظ على البنية الهيكلية وبهذا تتوفر حالة مستقرة من التوازن دائما بين هياكل الأنسجة حول السنية والقوة الخارجية.
يخضع العظم السنخي لإعادة تشكل فيزيولوجي مستمر ويتم ذلك استجابةً للقوة الخارجية وخصوصاً قوة الإطباق. يزاح العظم من المناطق التي لم يعد مهماً وجوده إلى المناطق التي يكون تواجده فيها أمراً ضرورياً وتعكس جدران الجيب الاستجابة للقوة الخارجية.
الخلايا البانية للعظم وخط العظمي جديد التكوين يحيطون منطقة التوتر والشد، بينما خط الضغط محاط بالخلايا الكاسرة للعظم، القوة المؤثرة تقوم بالتأثير على عدد وكثافة التربيق (الحزم الصغيرة) داخل العظم.
الحزم العظمية الصغيرة تنحاز في طريق التوتر ما بين الشد والضغط لتوفير المقاومة القصوى لقوة الإطباق الفكي وبأقل مواد عظمية أي كمية من العظام، وعندما تزداد القوة المؤثرة يزداد عدد وسماكة التربيق وأيضا تضاف العظام لمقاومة القوة الخارجية.
أربطة النسج حول السنية تعتمد على التحفيز الذي يتوافر لتقوم بوظيفتها بالحفاظ على الشكل البنائي، وهذه الأربطة تستطيع استيعاب زيادة الطلب على وظيفتها من خلال زيادة نطاقها والقوة التي تتجاوز قدرة هذه الاربطة تسبب ضررا يسمى الأذى من الاطباق، وعندما تتناقص قوة الاطباق يضمر النسيج حول السني ويظهر بشكل رقيق وهذه الظاهرة تسمى الضمور وعدم الاستعمال.